# Crassula mesembryanthemoides
Crassula mesembryanthemoides là một loài thực vật có hoa trong họ Crassulaceae. Loài này được (Haw.) D.Dietr. miêu tả khoa học đầu tiên năm 1840.